# 王镜岩
王镜岩（1928年—），女，山东招远人，中国生物化学教育家，北京大学教授，曾任中国生物化学会副理事长。